# 阿尔皮诺波利斯
阿尔皮诺波利斯是巴西米纳斯吉拉斯州的一个市镇。总面积458.976平方公里，总人口17821人，人口密度38.8人/平方公里。